# Araneus pius
Araneus pius är en spindelart som först beskrevs av Karsch 1878.  Araneus pius ingår i släktet Araneus och familjen hjulspindlar.
Artens utbredningsområde är New South Wales. Inga underarter finns listade i Catalogue of Life.